# Jurij Romenski
Jurij Mychajłowycz Romenski, ukr. Юрій Михайлович Роменський, ros. Юрий Михайлович Роменский, Jurij Michajłowicz Romienski (ur. 1 sierpnia 1952 w Mingeczaur, Azerbejdżańska SRR) – ukraiński piłkarz, grający na pozycji bramkarza, reprezentant Związku Radzieckiego, trener piłkarski.

## Kariera piłkarska

### Kariera klubowa
Wychowanek drużyny podwórkowej „Zwiozdoczka” w azerskim mieście Mingeczaur, gdzie służył jego ojciec na stanowisku wojskowego budowlańca. Pierwszy trener Baba Mustafajew. W 1968 rozpoczął karierę piłkarską w miejscowym klubie Tekstilşçik Mingeczaur, skąd trafił do Neftçi PFK. W 1978 przeniósł się do Odessy, skąd pochodzi jego żona, i został bramkarzem Czornomorca Odessa. Kiedy w 1979 przyszedł czas służyć w wojsku, dzięki Waleremu Łobanowskiemu poszedł „służyć” do Dynama Kijów. Kiedy do klubu przyszedł jeszcze Mychajło Mychajłow rywalizował z nim o miejsce podstawowego bramkarza. W 1982 otrzymał kontuzje kolana i powrócił do Czornomorca Odessa, w którym w 1984 zakończył karierę.

### Kariera reprezentacyjna
19 listopada 1978 zadebiutował w pierwszej reprezentacji ZSRR w meczu towarzyskim z Japonią, wygranym 1:4. Do 1979 rozegrał 5 meczów w barwach Sbornej.

## Kariera trenerska
Po zakończeniu kariery piłkarskiej przez pewien czas pracował na stanowisku kierownika wydziału piłki nożnej towarzystwa sportowego „Trudowi Rezerwy” w Ukraińskiej SRR. Później rozstał się z futbolem i zajął się działalnością biznesową, pełnił m.in. funkcję wicedyrektora ukrainśko-amerykańskiej firmy z branży handlu chemią i meblami. Również pracował jako konsultant w zespole Weres Równe. W latach 2003–2006 pracował na stanowisku trenera bramkarzy w reprezentacji Ukrainy. 1 września 2009 objął stanowisko trenera bramkarzy w klubie Czornomoreć Odessa. W marcu 2011 z powodu sytuacji rodzinnej był zmuszony opuścić klub. 21 kwietnia 2011 roku Ukraiński Związek Piłki Nożnej wybrał na stanowisko głównego trenera reprezentacji Ołeha Błochina, a Romenski zgodził się pracować w jego sztabie szkoleniowym.

## Sukcesy i odznaczenia

### Sukcesy klubowe
- mistrz ZSRR: 1980, 1981
- brązowy medalista Mistrzostw ZSRR: 1979

### Sukcesy indywidualne
- 1098 minut zostawał na boisku bez puszczonych bramek. Tylko Wiktor Bannikow spędził więcej (1124 „suchych” minut)[4].
- 2-krotnie wybrany do listy 33 najlepszych piłkarzy ZSRR: 1978, 1980.

### Odznaczenia
- tytuł Mistrza Sportu ZSRR: 1977
- tytuł Mistrza Sportu Klasy Międzynarodowej
- tytuł Zasłużonego Trenera Ukrainy: 2005[5]
- Order „Za zasługi” III klasy: 2011[6]